# Зоряний шлях 3: У пошуках Спока
«Зоряний шлях 3: У пошуках Спока» (англ. Star Trek III: The Search for Spock) — третій повнометражний науково-фантастичний фільм, дія якого відбувається у всесвіті «Зоряний шлях».
Адмірал Кірк переживає важку втрату — смерть свого помічника і друга Спока. Одночасно з цим у його найкращого друга, доктора МакКоя настає душевний розлад. Ситуацію прояснює Сарек, батько Спока. За його словами, розум Спока опинився в тілі МакКоя і існує спосіб допомогти їм. Для здійснення цього Кірк викрадає свій колишній корабель USS «Ентерпрайз», нині списаний, і летить на планету Генезис, порушуючи встановлений на ній карантин. Одночасно туди прямує бойовий клінгонський корабель під командуванням капітана Крюга з метою дізнатись таємницю проекту «Генезис».
У фільмі вперше послідовно використовується спеціально розроблена клінгонська мова.
- Прем'єра фільму відбулася: 1 червня 1984.
- Бюджет фільму: 18000000 доларів.
- Касові збори в кінотеатрах США в рік показу: 39000000 доларів.
- Повні касові збори в кінотеатрах США: 76500000 доларів.
- Касові збори у всьому світу: 87000000 доларів.

## Сюжет
Після перемоги над Ханом «Ентерпрайз» у 2286 році повертається на Землю. Хоча злочинець загинув і проект «Генезис» виявився успішним, створивши нову планету Генезис, Спок загинув, рятуючи екіпаж. Тим часом клінгони зустрічаються з людьми-контрабандистами, котрі мають дані про «Генезис». Отримавши інформацію, клінгони розстрілюють корабель контрабандистів і летять у бік Федерації.
По прибуттю до земних доків, адмірал Джеймс Кірк бачить дивний стан МакКоя — той запитує чому Кірк покинув його на Генезисі. Адмірал Морроу повідомляє, що «Ентерпрайз» списано, а всі відомості про «Генезис» засекречено. Планету Генезис відтепер заборонено відвідувати, оскільки вона стала спірною територією. Клінгонський капітан Крюг, однак, бажає дізнатись більше та відлітає до Генезису.
Батько Спока, вулканський посол Сарек, зустрічається з Кірок і повідомляє, що катра — душа Спока, не загинула, а лишилася десь. Кірк розуміє, що катра передалася МакКою — останньому, кого торкався Спок. Тим часом дослідники Маркус і Саавік з корабля «Гріссом» таємно спускаються на Генезис, де знаходять труну Спока і виявляються, що вона порожня. Сарек радить відвезти МакКоя на священну гору на планеті Вулкан. Спершу Кірк просить Морроу повернути йому «Ентерпрайз», а коли той відмовляє, шукає нелегальних перевізників. Зазнавши невдачі і там, він викрадає «Ентерпрайз». Капітан Стайлз вирушає навздогін на новітньому зорельоті «Екссельсіор», але виявляє, що Скотті вивів з ладу двигун.
Маркус і Саавік бачать, що життя на Генезисі надзвичайно швидко розвивається. Вони знаходять хлопчика-вулканця, котрий швидко росте, та здогадуються, що «Генезис» воскресив Спока. Справа у протоматерії, що однак нестабільна, тому скоро планета загине. Прилітають клінгони та знищують «Гріссом», після чого вирушають на пошуки дослідників на поверхні. Зафіксувавши прибуття «Ентерпрайза», клінгони вступають у бій з судном Федерації. Крюг погрожує вбити дослідників і відродженого Спока, якщо йому не дадуть всю інформацію про «Генезис». Він наказує вбити Девіда, тоді Кірк запускає самознищення свого судна, а сам із командою телепортується на Генезис. Кірк сходиться з Крюгом у поєдинку і здобуває перемогу, скинувши його в лаву. Скориставшись його комунікатором, адмірал переконує клінгонів забрати всіх з планети. «Генезис» вибухає, команда Кірка захоплює клінгонське судно та відлітає на Вулкан.
Спока і МакКоя доставляють у храм, де жриця попереджає про небезпеку ритуалу повернення катри в тіло. МакКой втім дає згоду і Спок опиняється в своєму тілі. Побачивши Кірка, Спок згадує, ким він є, і команда воз'єднується.

## Зйомки
«Зоряний шлях 2: Гнів Хана» став комерційним успіхом, і Paramount Pictures швидко підготувався до третього фільму в франшизі «Зоряний шлях». Режисер «Зоряний шлях 2: Гнів Хана», Ніколас Майєр не погодився зі змінами, внесеними в його фільм без його згоди, та відмовився бути режисером «Зоряний шлях 3: У пошуках Спока». Тоді студія Paramount Pictures найняла в ролі режисера Леонарда Німоя.
Леонард Німой хотів, щоб «Зоряний шлях 3: У пошуках Спока» був «театральним», з виразною емоційністю, і висвітлював теми життя та смерті. Крім того, він бажав, щоб персонажі мали більше драматичних сцен, що зробило б їх реалістичнішими. Німой писав, що основною темою пошуку для Спока є дружба. Щоб захиститись від передчасного розголошення деталей сюжету, які заздалегідь виказали б смерть Спока, Paramount Pictures вжили заходів безпеки, щоб втаємничити сценарій. Незважаючи на запобіжні заходи, інформація про знищення USS «Ентерпрайз» з'явилася ще до випуску фільму.
Основні зйомки розпочалася 15 серпня 1983 року. «Зоряний шлях 3: У пошуках Спока» був одним із перших повнометражних художніх фільмів, що використовують фільтр Eastman 5294 з високошвидкісною кольоровою негативною плівкою.

## У ролях
- Вільям Шатнер — контр-адмірал Джеймс Тиберій Кірк (у деяких перекладах — Керк)
- Леонард Німой — командер Спок
- Дефорест Келлі — командер, доктор Леонард «Боунз» МакКой
- Джеймс Духан — командер, головний інженер Монтгомері «Скотті» Скотт
- Нішель Ніколс — лейтенант-командер Ухура
- Джордж Такеі — лейтенант-командер Хікару Сулу
- Волтер Кеніг — лейтенант Павел Чехов
- Меррітт Батрік — Девід Маркус
- Робін Кертіс — лейтенант Саавік
- Крістофер Ллойд — капітан лорд Крюг
- Роберт Хукс — капітан Морроу
- Марк Ленард — Посол Сарек
- Джудіт Андерсон — Верховна жриця Вулкана

## Відгуки
«Зоряний шлях 3: У пошуках Спока» отримав загалом позитивні відгуки від критиків. На сайті Rotten Tomatoes фільм має 78 %.

## Нагороди та номінації
6 номінацій на премію «Сатурн»: найкращий науково-фантастичний фільм, найкращий режисер (Леонард Німой), найкращий актор (Вільям Шатнер), найкраща актриса другого плану (Джудіт Андерсон), найкращі костюми (Роберт Флетчер), найкращі спецефекти (Ральф Вінтер).
Номінація на премію «Хьюго» за найкращу постановку.

## Цікаві факти
- Леонард Німой попросив не вказувати своє ім'я в титрах як виконавця ролі Спока. У титрах він позначений тільки як режисер.
- Леонард Німой озвучив своїм голосом міжповерховий дротохід. А продюсер Харві Беннетт — один з комп'ютерів.
- Спочатку ворогами людей у фільмі повинні були виступити ромуланці, а не клінгони. Моделі кораблів клінгонів, використані у фільмі, також були створені для ромуланців.